# Grammitidaceae
Grammitidaceae, nekadašnja biljna porodica u diviziji papratnjača (Pteridophyta), čiji su rodovi danas uključeni u porodicu Polypodiaceae. Sastojala se od 16 rodova s 279 tada priznatih vrsta. Opisao ju je 1840. Newman

## Rodovi
Rodovi uključeni u ovu porodicu su:
1. Calymmodon
2. Ceradenia
3. Cochlidium
4. Enterosora
5. Glyphotaenium
6. Grammitis
7. Lellingeria
8. Lomaphlebia
9. Micropolypodium
10. Nematopteris
11. Oreogrammitis
12. Prosaptia
13. Scleroglossum
14. Stenofilix
15. Xiphopteris
16. Zygophlebia